# Bezgovica, Osilnica
Bezgovica je naselje v Občini Osilnica.